# Marion Rønning Huber
Pour les articles homonymes, voir Huber.
Marion Rønning Huber, née le 9 juin 1991 à Levanger, est une biathlète et fondeuse norvégienne. 

## Biographie
Pour ses débuts internationaux en 2010, elle remporte le titre de championne du monde des moins de 19 ans en relais. Chez les juniors, elle rencontre également du succès, remportant le titre au relais aux championnats du monde de la catégorie en 2012. En 2012, aux Championnats d'Europe à Osrblie, elle signe sa première victoire individuelle en remportant le titre junior sur l'individuel, avant de gagner le relais chez les moins de 26 ans avec Thekla Brun-Lie, Johannes Thingnes Bø et Vetle Sjåstad Christiansen.
La biathlète est seulement sélectionnée en équipe nationale sénior à partir de 2014-2015 dans l'IBU Cup.
En mars 2015, elle est appelée pour sa première manche de Coupe du monde à Holmenkollen, où elle se classe 53e de l'individuel. En 2017, elle dispute de nouveau des épreuves de la Coupe du monde, pour obtenir comme meilleur résultat une 50e place et remporte une médaille d'argent en relais mixte aux Championnats d'Europe.
En parallèle, elle prend part à des compétitions officielles internationales de ski de fond, commençant dans la Coupe de Scandinavie en 2017, après avoir laissé tombé le biathlon.

## Palmarès

### Championnats d'Europe
- Médaille d'or du relais mixte en 2012 à Osrblie.
- Médaille d'argent du relais mixte en 2017 à Duszniki-Zdrój.

### Championnats du monde junior
- Médaille d'or du relais en 2010 à Torsby (jeune)
- Médaille d'or du relais en 2012 à Kontiolahti (junior).

### Championnats d'Europe junior
- Médaille d'or de l'individuel en 2012.